# Catoptria petrificella
Catoptria petrificella là một loài bướm đêm trong họ Crambidae.